# 内森·黑尔斯
内森·黑尔斯（英語：Nathan Hales，1996年6月16日—），英国男子射击运动员，2019年世界飞碟射击锦标赛男子多向飞碟团体铜牌得主、2022年世界飞碟射击锦标赛男子多向飞碟团体金牌得主、男子多向飞碟和混合团体多向飞碟银牌得主。